# Южная Америка
Ю́жная Аме́рика — один из шести материков планеты Земля, расположенный на юге Западного полушария. Омывается на западе Тихим океаном, на востоке — Атлантическим, на севере — Карибским морем, которое является естественным рубежом между двумя Америками. Панамский перешеек на северо-западе материка соединяет Южную Америку с Северной. Оба материка составляют часть света Америка.
В состав Южной Америки также входят различные острова, большинство из которых принадлежит странам континента. Страны Южной Америки, которые граничат с Карибским морем — включая Колумбию, Венесуэлу, Гайану, Суринам, Французскую Гвиану и Панаму — известны как Карибская Южная Америка.
Площадь континента — 17,84 млн км² (4-е место среди континентов; по площади лишь чуть больше России), население — 438 039 139 (2021 г.) человек (4-е место среди континентов).

## Этимология
Слово «Америка» в названии этого континента впервые применил Мартин Вальдземюллер, нанеся на свою карту 1507 года латинский вариант имени Америго Веспуччи, который, в свою очередь, впервые предположил, что открытые Христофором Колумбом земли не имеют отношения к Индии, а являются Новым Светом, прежде европейцам неизвестным. Название «Америка» на оба материка первым распространил фламандский картограф Герард Меркатор. На карте 1538 года он надписывает на южном материке южная часть Америки, а на северном — северная часть Америки. А на карте 1541 года он разделил надпись «Америка» на две части: Аме он поместил на северном материке, а рика — на южном. Со второй половины XVI века название «Америка» утверждается за обоими материками на многих глобусах и картах, и только испанцы и итальянцы, и то не все, продолжали ещё писать Индии, Западная Индия, Новый Свет. Так закрепилась ошибка, которую знаменитый географ A. Гумбольдт назвал «памятником человеческой несправедливости».

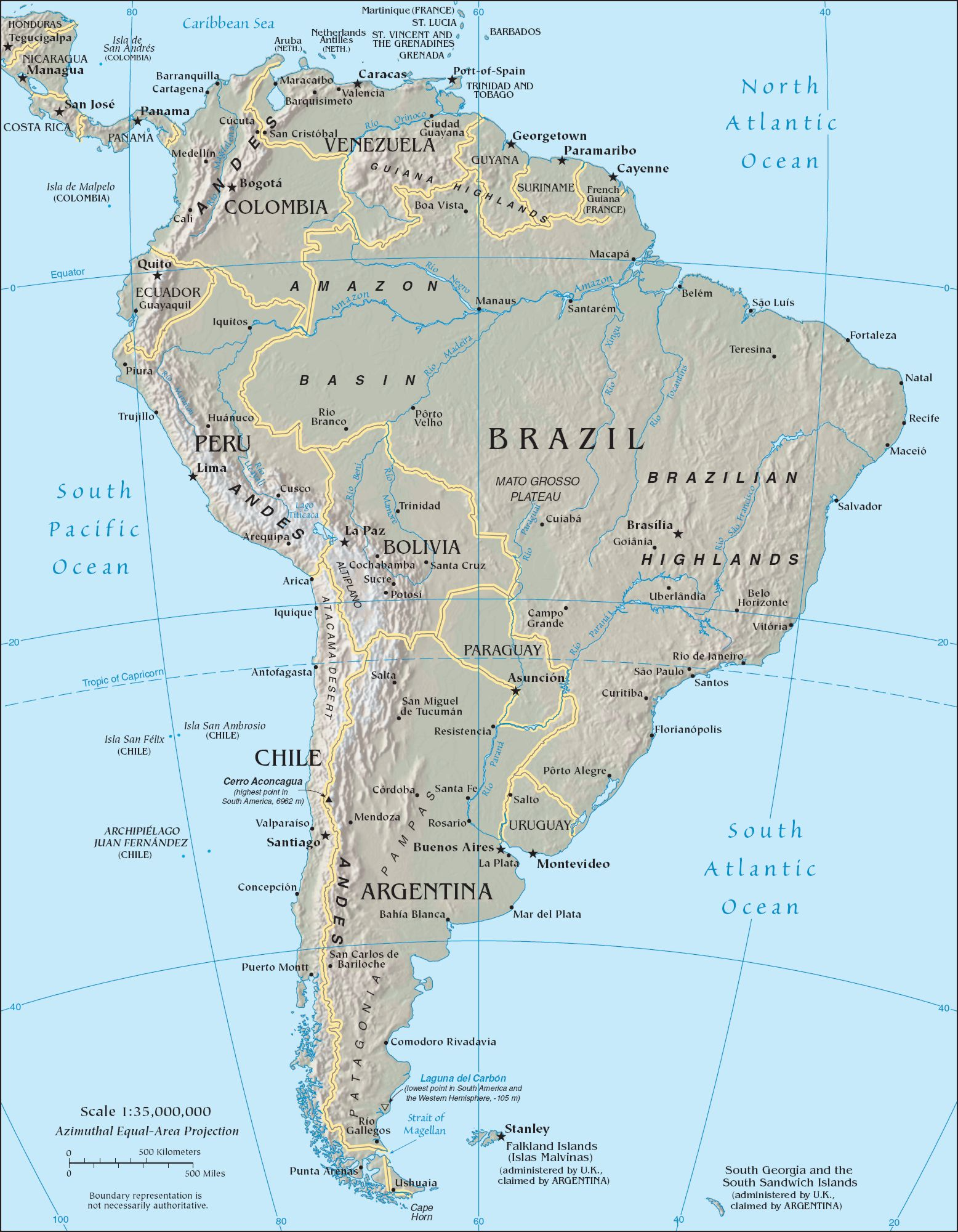
Комплексная карта Южной Америки

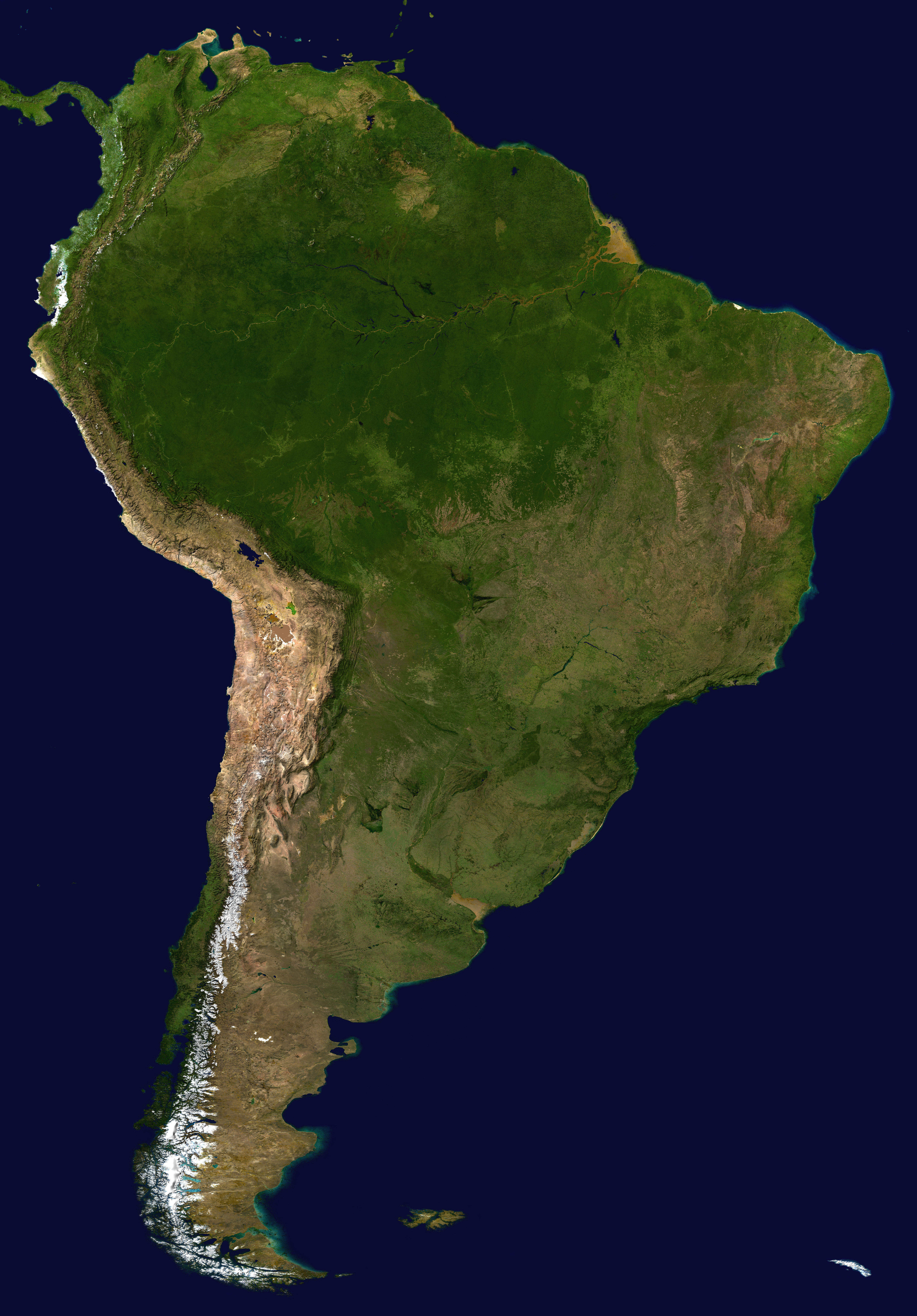
Южная Америка из космоса

## История

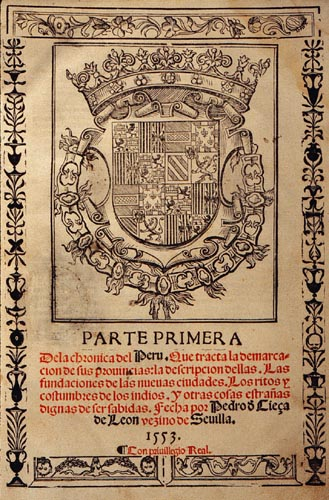
Первая часть книги «Хроника Перу» Сьеса де Леона, впервые описывающая многочисленные этносы Южной Америки (1553)

Историю континента можно условно разделить на три этапа. Первый — это период становления, расцвета и упадка автохтонных цивилизаций (инки и др.). Второй — это эпоха европейского завоевания (Конкиста) и колониализма 1500—1800 гг., когда большая часть континента находилась в зависимости от двух европейских стран (Испания и Португалия). Несмотря на относительно небольшую продолжительность, именно в этот период сложились языки и культуры, экономики, а также зачатки государственности большинства современных латиноамериканских государств. Историю стран Гвианского побережья следует рассматривать отдельно. Гайана, Суринам и, в меньшей степени, Французская Гвиана, заметно отличаются от большинства испано- и португалоязычных стран континента.
Заселение Южной Америки происходило из Азии, с территории современной России, через Берингов перешеек и Северную Америку примерно 14 000 лет назад. Первые сельскохозяйственные опыты человека в Южной Америке датируются 6500 г. до н. э., когда в Амазонии начали культивировать бобы, картофель и острый красный перец.
Стремясь открыть морской путь в Индию, Христофор Колумб пересёк в 1492 году Атлантический океан и открыл Большие Антильские острова. За первой экспедицией последовала вторая, потом третья. Маршрут своей третьей экспедиции он проложил значительно южнее уже известных ему земель и открыл остров Тринидад, проведя корабль между островом и неизвестным берегом. Испанцев удивило, что вода вдоль него была почти пресной. Адмирал записал в дневнике: «… такая мощная река могла существовать только на материке, и на юге есть ещё материк».
Вслед за Колумбом в Южную Америку на поиски новых земель и новых богатств — золота и драгоценностей — отправились многочисленные испанские экспедиции.
В конце декабря 1541 года флотилия Франсиско Орельяны, состоящая из бригантины и четырёх каноэ, начала спуск к океану по реке Напо. Более чем через месяц плавания они попали в реку «широкую, как море», то есть в Амазонку. По пути на восток испанцы встречали индейские деревни, видели многочисленные притоки. Огромный левый приток, воды которого были «чёрными, как чернила», они назвали Рио-Негро — «чёрная река». Лишь в августе 1542 года они дошли до устья реки.

## Географические исследования
В изучении природы материка велика роль немецкого естествоиспытателя и географа Александра Гумбольдта, который путешествовал по Центральной и Южной Америке в 1799—1804 годах. Более глубокое изучение отдельных территорий материка началось в XIX веке. В 1821—1828 годах российская экспедиция под руководством Григория Ивановича Лангсдорфа исследовала внутренние районы Бразилии. Ценные сведения о геологическом строении, климате, растениях и животных Амазонской низменности собрал английский путешественник Генри Бейтс во время экспедиции 1848—1859 годов.

## География
Протяжённость материка составляет 7350 км с севера на юг и 5180 км с запада на восток. Континент ограничен на северо-западе Дарьенским пробелом вдоль границы Колумбии и Панамы, хотя некоторые считают, что границей является Панамский канал. Геополитически и географически, вся Панама — включая сегмент к востоку от Панамского канала на перешейке, обычно относится только к Северной и Центральной Америке. Почти вся материковая часть Южной Америки находится на Южноамериканской плите.
Длина береговой линии около 26 тысяч километров.
В Южной Америке находится самый высокий в мире водопад Анхель в Венесуэле, самый высокий однопоточный (неразделяющийся на рукава) водопад Кайетур в Гайане, самая полноводная и длинная река на Земле Амазонка, самая длинная горная цепь в мире Анды, самый высокий вулкан на Земле по абсолютной высоте Охос-дель-Саладо (6887 м) с самым высокогорным незамерзающим озером (Мауна-Лоа — самый высокий вулкан Земли, если считать от морского дна), самый высокий действующий вулкан Льюльяйльяко, самое сухое место на Земле без учёта Антарктиды — пустыня Атакама, одно из самых влажных мест на Земле Лопес де Микай в Колумбии, самый большой тропический лес — дождевые леса Амазонии, самое высокогорное в мире судоходное озеро Титикака; и, исключая исследовательские станции в Антарктике, самое южное поселение в мире — Пуэрто-Торо, Чили.
В Южной Америке располагаются три самые высокие столицы мира: Богота, Кито и самая высокая из всех, Ла-Пас (Боливия). В самой южной части Анд находится Южное Патагонское ледниковое плато. В северной части Анд расположен ряд крупных ледников, но от 19° до 28° южной широты климат настолько засушливый, что даже на самых высоких вершинах не может образовываться постоянный лёд.
Высшая точка — гора Аконкагуа, высота 6 962 м. Низшая точка — Лагуна-дель-Карбон (Угольная лагуна) в Аргентине −105 м.

### Крайние точки
- Северная — мыс Гальинас 12°27′ с. ш. 71°39′ з. д.HGЯO
- Южная (материковая) — мыс Фроуард 53°54′ ю. ш. 71°18′ з. д.HGЯO
- Южная (островная) — Диего-Рамирес 56°30′ ю. ш. 68°43′ з. д.HGЯO
- Западная — мыс Париньяс 4°40′ ю. ш. 81°20′ з. д.HGЯO
- Восточная — мыс Кабу-Бранку 7°10′ ю. ш. 34°47′ з. д.HGЯO

### Рельеф
По характеру рельефа Южную Америку можно разделить на Горный Запад и Равнинный Восток.
Средняя высота материка — 580 метров над уровнем моря. Вдоль всего западного края тянется горная система Анд. На севере материка возвышается Гвианское плоскогорье, на востоке — Бразильское, между которыми находится Амазонская низменность. К востоку от Анд в предгорных прогибах лежат низменности.
Геологически совсем недавно Анды были ареной активной вулканической деятельности, которая и в современную эпоху продолжается на нескольких участках.
Анды представляют собой горную цепь, сформировавшуюся в эпоху кайнозоя (и все ещё формирующуюся), высокогорное плато Альтиплано и ряд крупных долин, таких как Рио-Магдалена.

### Равнинный восток
Низменные равнины — Оринокская, Амазонская и Ла-Платская — занимают на материке значительные пространства. Почти плоская поверхность этих равнин благоприятна для образования крупных речных систем Амазонки, Ориноко и Параны с широкими и глубокими речными долинами. Большую площадь материка занимают Гвианское и Бразильское плоскогорья. Часто они состоят из нескольких плато.

## Геология
После распада праконтинента Пангея территория Южной Америки в меловом периоде была объединена с Африкой, Австралией и Антарктидой в составе континента Гондвана. В конце мелового периода Гондвана распалась, и до конца третичного периода Южная Америка была островом. Здесь существовала особая фауна, где доминировали нотоунгуляты. После образования перешейка с Северной Америкой приток новой фауны привёл к почти полному вымиранию фауны местной.

## Климат
В Южной Америке 6 климатических поясов: Субэкваториальный пояс (2 раза), Экваториальный пояс, Тропический пояс, Субтропический пояс и Умеренный пояс.
На большей части Южной Америки климат субэкваториальный и тропический, с хорошо выраженными сухими и влажным сезонами; на Амазонской низменности — экваториальный, постоянно влажный, на юге материка — субтропический и умеренный. На равнинах северной части Южной Америки, вплоть до Южного тропика, температура круглый год составляет 20—28 °С, южнее в январе (летом) она снижается до 10 °С. В июле, то есть зимой, среднемесячные температуры опускаются на Бразильском плоскогорье до 10—16 °С, на плато Патагонии — до 0 °С и ниже. В Андах температура с высотой заметно снижается; в высокогорье она не превышает 10 °С, а зимой здесь нередки морозы.
Наиболее увлажнены наветренные склоны Анд в Колумбии и южных районах Чили — 5-10 тыс. мм осадков в год.
В южной части Анд и на отдельных вулканических вершинах севернее встречаются ледники.
Южная Америка — самый влажный материк Земли.

## Гидрография

### Речная система

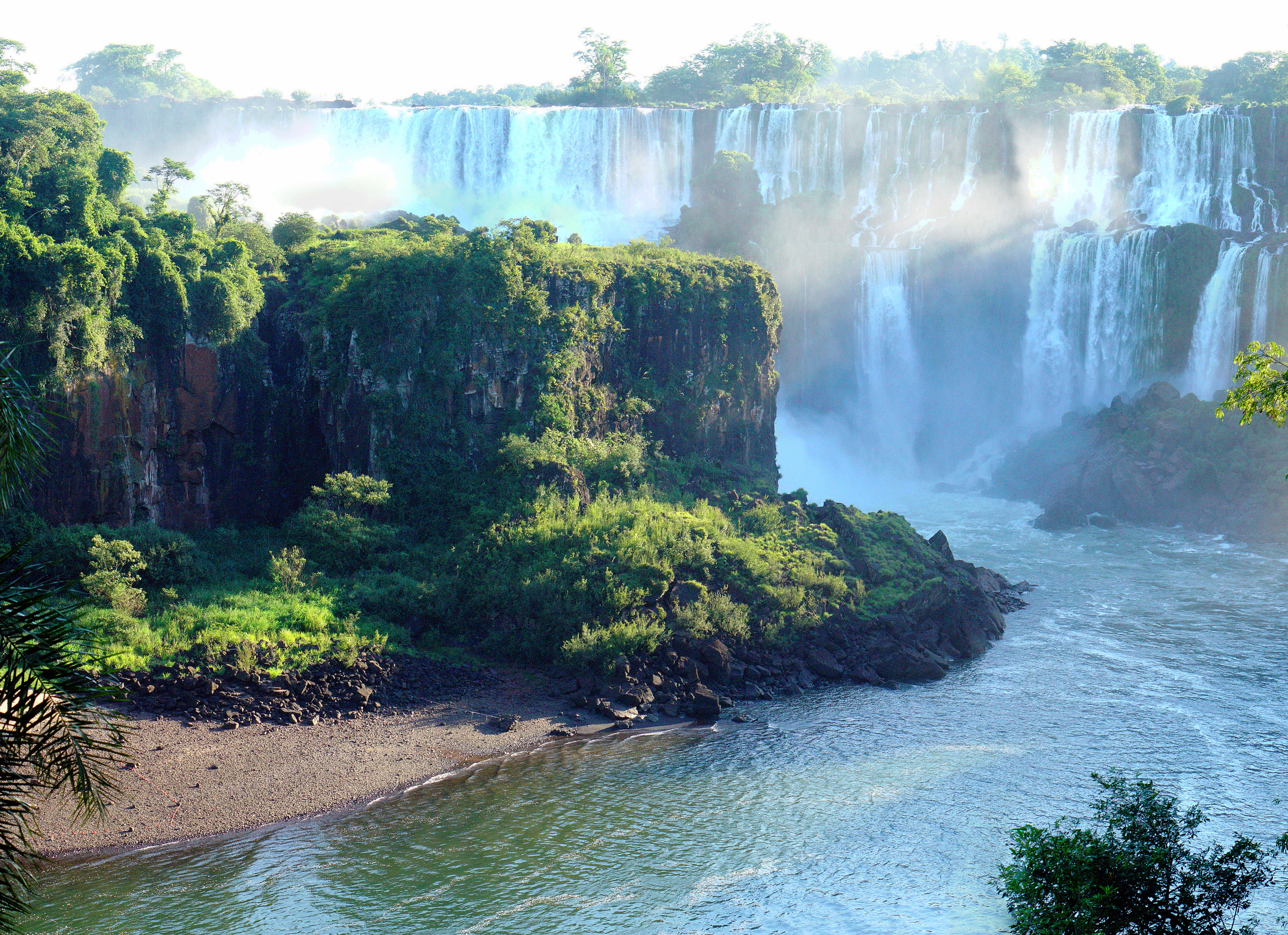
Водопады Игуасу

Наиболее важными речными системами в Южной Америке являются Амазонка, Ориноко и Парана, общий бассейн которых составляет 9 583 000 км² (площадь Южной Америки 17 850 568 км²).
В Южной Америке (в Венесуэле) находится самый высокий водопад в мире — Анхель. На материке располагается и самый мощный водопад — Игуасу.
- Амазонка
- Парана
- Парагвай
- Уругвай
- Ориноко

### Озёра
Большинство озёр Южной Америки находится в Андах, крупнейшим из которых и высочайшим в мире судоходным озером является Титикака на границе Боливии и Перу. Самым большим по площади является озеро Маракайбо в Венесуэле, оно также и одно из самых древних на планете.
- Титикака
- Маракайбо
- Патус

## Политическое деление
| Страны и территории                                            | Площадь (км²) | Население (на 1 июля 2008) | Плотность населения (на чел./км²) |
| -------------------------------------------------------------- | ------------- | -------------------------- | --------------------------------- |
| Аргентина                                                      | 2 766 890     | 40 677 348                 | 14,3                              |
| Боливия                                                        | 1 098 580     | 8 857 870                  | 8,1                               |
| Бразилия                                                       | 8 514 877     | 191 908 598                | 22,0                              |
| Венесуэла                                                      | 912 050       | 26 414 815                 | 27,8                              |
| Гайана                                                         | 214 970       | 770 794                    | 3,6                               |
| Колумбия                                                       | 1 138 910     | 45 013 674                 | 37,7                              |
| Парагвай                                                       | 406 750       | 6 347 884                  | 15,6                              |
| Перу                                                           | 1 285 220     | 27 925 628                 | 21,7                              |
| Суринам                                                        | 163 270       | 438 144                    | 2,7                               |
| Уругвай                                                        | 176 220       | 3 477 778                  | 19,4                              |
| Фолклендские острова (Великобритания, оспаривается Аргентиной) | 12 173        | 2967                       | 0,24                              |
| Гвиана (Франция)                                               | 91 000        | 209 000                    | 2,1                               |
| Чили                                                           | 756 950       | 16 454 143                 | 21,1                              |
| Эквадор                                                        | 283 560       | 13 927 650                 | 47,1                              |

Политическая история Южной Америки с 1700 по 1975 год

| Южная Георгия и Южные Сандвичевы Острова (Великобритания)      | 3093          | 20                         | 0                                 |
| Всего                                                          | 17 824 513    | 382 426 293                | 21,5                              |

Южная Георгия и Южные Сандвичевы острова не имеют постоянного населения. Острова принадлежат Великобритании, относятся к заморской самоуправляемой территории с администрацией на Фолклендских островах.

## Политика

Эмблема организации МЕРКОСУР (на португальском).

На политической арене начало XXI века в Южной Америке ознаменовано приходом сил левого направления, социалистические лидеры избраны в таких странах, как Чили, Уругвай, Бразилия, Аргентина, Эквадор, Боливия, Парагвай и Венесуэла. На фоне этого в Южной Америке повсеместно заметно развитие рыночной экономики и международного сотрудничества, так, например, были созданы организации МЕРКОСУР и Андское сообщество, целью которых является свободное передвижение граждан, экономическое развитие, снятие таможенных пошлин и политика общей обороны.

Флаг Союза южноамериканских наций.

С 2004 года существует и развивается Союз южноамериканских наций, также известный как УНАСУР — организация, объединяющая в себя почти все страны Южной Америки, создаваемая по модели Евросоюза. В рамках союза создан консультативный Южноамериканский совет обороны, планируется создание общего парламента, а также создание единого рынка и ликвидация таможенных тарифов между странами-участницами.

## Демография

Демографическая пирамида Южной Америки в 2023

### Этнические группы

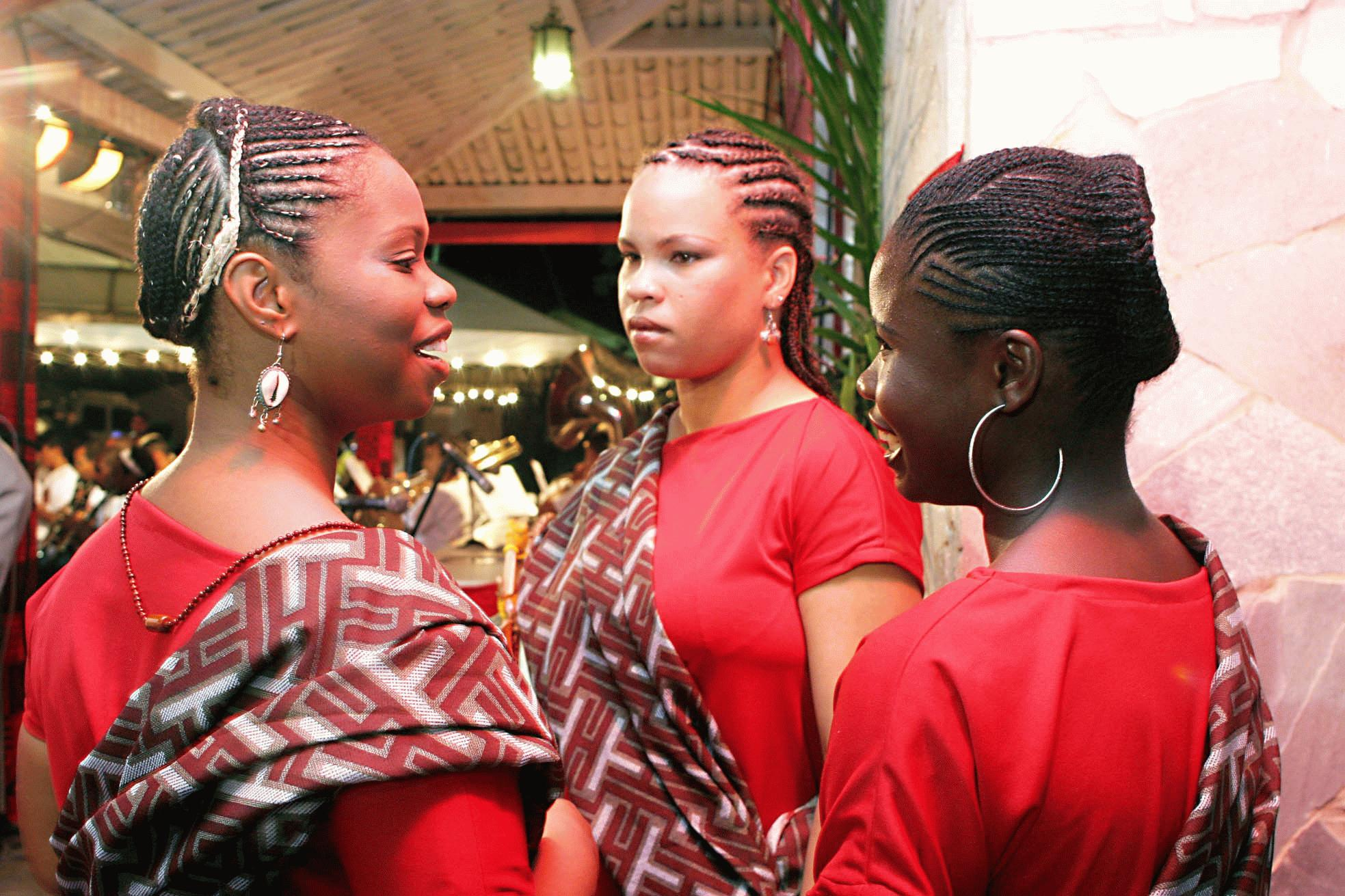
Темнокожие бразильянки

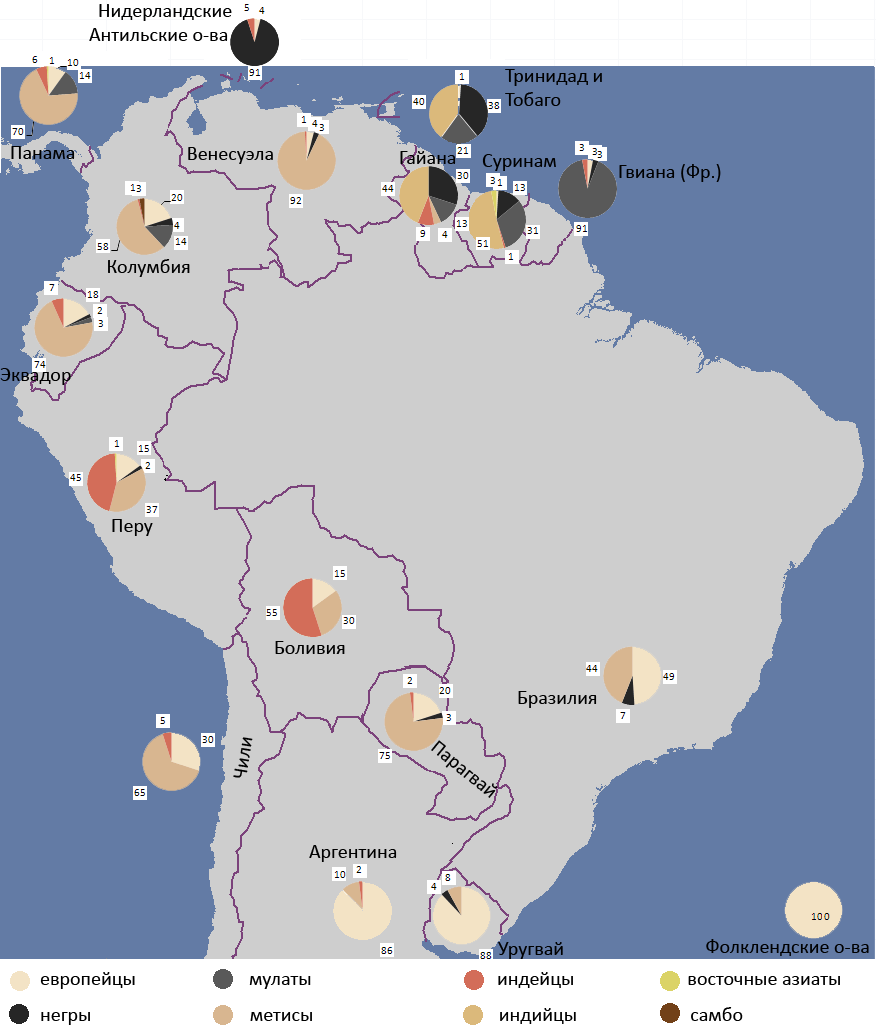
Расовый состав населения

На этническом уровне население Южной Америки можно разделить на три типа: индейцы, белые и негры. В таких странах, как Колумбия, Эквадор, Парагвай и Венесуэла в демографическом плане преобладают метисы (потомки браков испанцев и туземного населения). Лишь в двух странах (Перу и Боливии) индейцы образуют большинство. В Бразилии, Колумбии и Венесуэле проживает значительное число населения африканского происхождения.
В таких государствах, как Аргентина, Уругвай, Чили и Бразилия большинство населения имеет европейское происхождение, из них в первых двух большинство населения — потомки выходцев из Испании и Италии. На юге и юго-востоке Бразилии проживают потомки португальцев, немцев, итальянцев и испанцев.
Чили приняла волну эмиграции из Испании, Германии, Англии, Франции, Италии, Австрии, Швейцарии, Скандинавии, Греции и Хорватии на протяжении XVIII и в начале XX веков. В этой стране проживает, по разным данным, от 1 600 000 (10 % населения) до 4 500 000 (27 %) выходцев из Страны Басков. 1848 был годом массовой иммиграции немцев (также австрийцев и швейцарцев) и, частично, французов, главным образом, в южные районы страны, доселе совершенно незаселённые, но богатые природой и полезными ископаемыми. Эта иммиграция немцев продолжилась после первой и второй мировых войн таким образом, что сегодня около 500 000 чилийцев имеют немецкое происхождение. Кроме того, около 5 % населения Чили — потомки выходцев иммигрантов-христиан из Среднего Востока (палестинцы, сирийцы, ливанцы, армяне). Также около 3 % населения Чили — генетические[прояснить] хорваты. Потомки греков составляют около 100 000 человек, большинство из них живёт в Сантьяго и Антофагасте. Около 5 % населения — французского происхождения. От 600 000 до 800 000 — итальянского.
В Бразилию немцы иммигрировали, главным образом, на протяжении XIX и XX веков в связи с политико-социальными событиями на родине. Сегодня около 10 % бразильцев (18 млн) имеют немецкое происхождение. Кроме того, Бразилия — страна Латинской Америки, где проживает наибольшее число этнических украинцев (1 млн).
Этнические меньшинства в Южной Америке также представлены арабами и японцами в Бразилии, китайцами в Перу и индийцами в Гайане.

### Демографический кризис и старение населения
Южная Америка находится в глобальном демографическом процессе старения населения Земли (кроме Африки южнее Сахары) и вызванного им уже в ряде стран, как развитых так и развивающихся, демографического кризиса. Согласно данным прогноза ООН 2019 года, рост населения Земли почти остановится к концу XXI века, в значительной степени из-за падения мировых показателей рождаемости и старения населения. Ожидается, что регион Латинской Америки и Карибского бассейна превзойдёт Европу по численности населения к 2037 году, а в 2058 году достигнет пика в 768 миллионов и начнёт сокращаться. В Латинской Америке и Карибском бассейне ожидается сокращение половины населения региона из 50 стран. Между 1950 и 2020 годами только шесть стран в мире потеряли население, из-за гораздо в целом более высоких показателей рождаемости и относительно более молодого населения стран мира. В 1950 году в регионе Латинской Америки и Карибского бассейна было одно из самых молодых населений мира; к 2100 году ожидается, что в регионе Латинской Америки и Карибского бассейна будет самое старое население из всех регионов мира, что резко контрастирует с XX веком. В 1950 году средний возраст региона составлял всего 20 лет. По прогнозам, к 2100 году эта цифра увеличится более чем в два раза — до 49 лет. Данная закономерность очевидна при взгляде на отдельные страны региона. Например, в 2020 году ожидается, что средний возраст будет в Бразилии (33 года), Аргентине (32 года) и Мексике (29 лет), что будет ниже, чем средний возраст в США (38 лет). Однако к 2100 году население всех этих трёх латиноамериканских стран, согласно прогнозам, будут старше населения США (так как население США будет расти в XXI веке только в основном за счёт иммиграции). Средний возраст составит 51 год в Бразилии, 49 лет в Мексике и 47 лет в Аргентине, по сравнению со средним возрастом 45 лет в США. Ожидается, что в Колумбии будет самый сильный рост среднего возраста населения, он вырастет более чем втрое между 1965 и 2100 годом — с 16 до 52 лет.

### Языки

Официальные языки государств и территорий Южной Америки

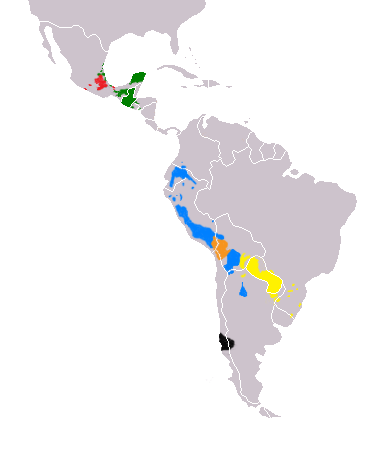
Ареал индейских языков в Латинской Америке:
кечуа
гуарани
аймара
мапуче

Наиболее распространёнными языками Южной Америки являются португальский и испанский. На португальском языке говорит Бразилия, население которой составляет около 50 % населения континента. Испанский язык является официальным языком большинства стран этого континента. Также в Южной Америке изъясняются и на других языках: в Суринаме говорят по-голландски, в Гайане — по-английски, а во Французской Гвиане — соответственно по-французски.
Нередко можно услышать и языки индейцев: кечуа (Эквадор, Боливия и Перу), гуарани (Парагвай и Боливия), Аймара (Боливия и Перу) и арауканский язык (юг Чили и Аргентины). Все они (кроме последнего) имеют официальный статус в странах своего языкового ареала.
Так как значительную долю населения Южной Америки составляют выходцы из Европы, многие из них до сих пор сохраняют свой язык, наиболее распространёнными из них являются итальянский и немецкий языки в таких странах как Аргентина, Бразилия, Уругвай, Венесуэла и Чили.

## Экономика

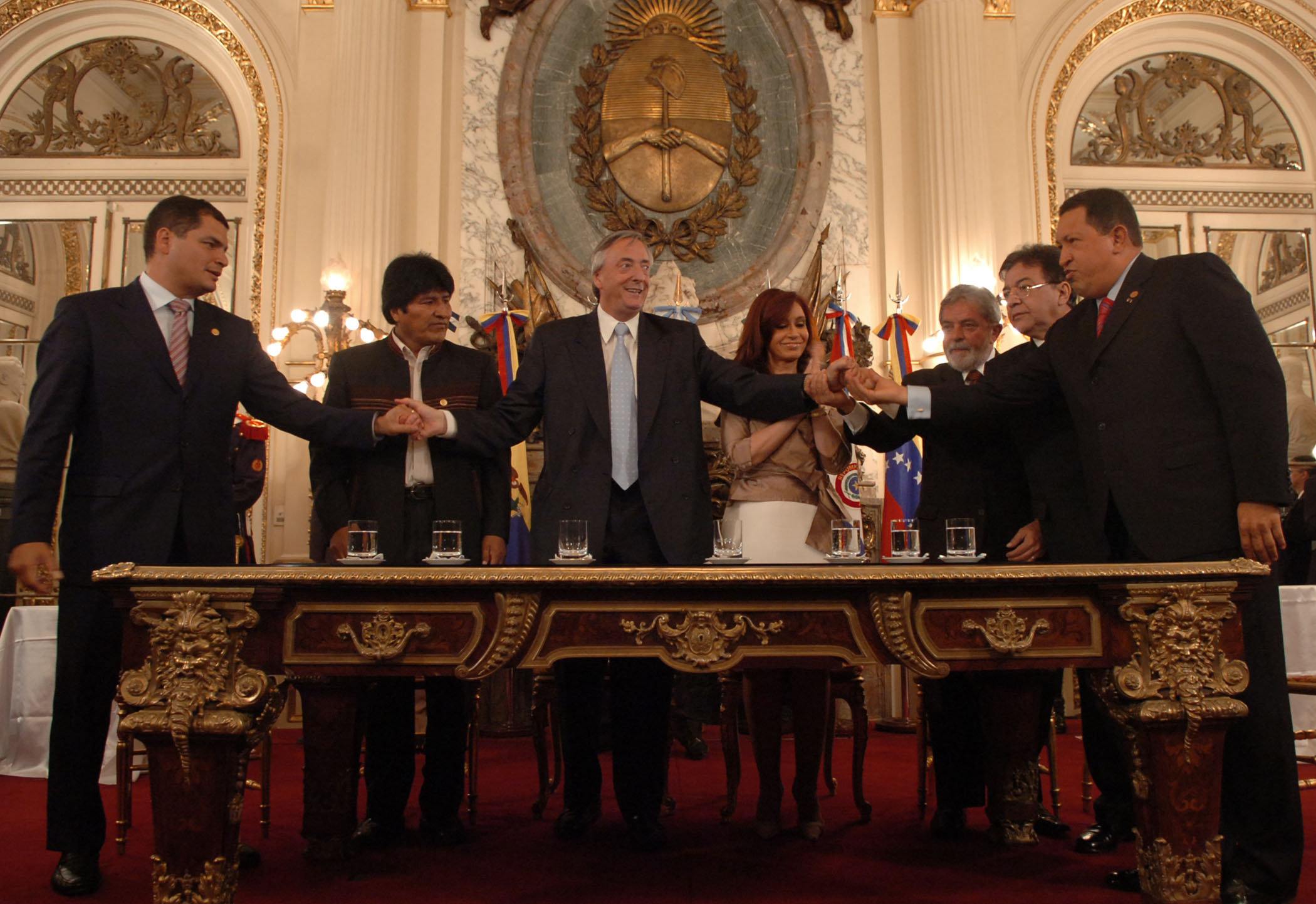
Рафаэль Корреа, Эво Моралес, Нестор Киршнер, Кристина Фернандес, Луис Инасиу да Силва, Никанор Дуарте Фрутос и Уго Чавес на подписании документов об учреждении Банка Юга.

В послекризисные 2010—2011 годы экономика стран Латинской Америки показала серьёзные темпы роста, опережающие среднемировые: в 2010 году рост составил 6 %, а прогноз на 2011 год говорит о 4,7 %. Из-за исторически высокой инфляции почти во всех странах Южной Америки, процентные ставки остаются высокими, они, как правило, вдвое больше, чем в Соединённых Штатах. Например, процентная ставка около 22 % в Венесуэле и 23 % в Суринаме. Исключением является Чили, которая осуществляет экономическую политику свободного рынка с установлением военной диктатуры в 1973 году и активно наращивает социальные расходы с момента восстановления демократического правления в начале 1990-х. Это привело к экономической стабильности и процентным ставкам на низком уровне.
Южная Америка полагается на экспорт товаров и природные ресурсы. Бразилия (седьмая по величине экономика в мире и вторая по величине в Америке) лидирует в общем объёме экспорта $ 137.8 млрд долл. США, затем следуют Чили $ 58.12 млрд и Аргентина с 46.46 млрд долл. США.
Экономический разрыв между богатыми и бедными в большинстве южноамериканских стран считается большим, чем на большинстве других континентов. В Венесуэле, Парагвае, Боливии и многих других странах Южной Америки, самые богатые 20 % владеют более 60 % богатства страны, в то время как беднейшие 20 % владеют менее чем 5 %. Такой широкий разрыв можно увидеть во многих крупных южно-американских городах, где временные лачуги и трущобы стоят рядом с небоскрёбами и апартаментами класса люкс.
| Страны               | ВВП (номинальный) в 2019 | ВВП в 2009 | ВВП на душу населения в 2021 | ИРЧП в 2021 | ИРЧП в 2021 |
| -------------------- | ------------------------ | ---------- | ---------------------------- | ----------- | ----------- |
| Аргентина            | 444 458                  | 572 860    | 9929                         | ▲           | 0,842       |
| Боливия              | 41 193                   | 43 424     | 3266                         | ▼           | 0,692       |
| Бразилия             | 1 839 077                | 1 981 642  | 7741                         | ▼           | 0,754       |
| Чили                 | 282 254                  | 243 044    | 16 799                       | ▲           | 0,855       |
| Колумбия             | 323 561                  | 400 300    | 5892                         | ▼           | 0,752       |
| Эквадор              | 107 436                  | 106 993    | 5884                         | ▲           | 0,740       |
| Фолклендские острова | ?                        | 75         | ?                            |             | N/A         |
| Гвиана (Франция)     | 3524                     | N/A        | 2300 (nominal, 2007)         |             | N/A         |
| Гайана               | 5174                     | 3082       | 9369                         | ▼           | 0,714       |
| Парагвай             | 37 433                   | 29 403     | 5028                         | ▼           | 0,717       |
| Перу                 | 230 738                  | 245 883    | 6676                         | ▬           | 0,762       |
| Суринам              | 3697                     | 4436       | 4620                         | ▼           | 0,730       |
| Уругвай              | 56 686                   | 42 543     | 16 965                       | ▼           | 0,809       |
| Венесуэла            | 63 960                   | 335 200    | 1627                         | ▼           | 0,691       |

## Туризм

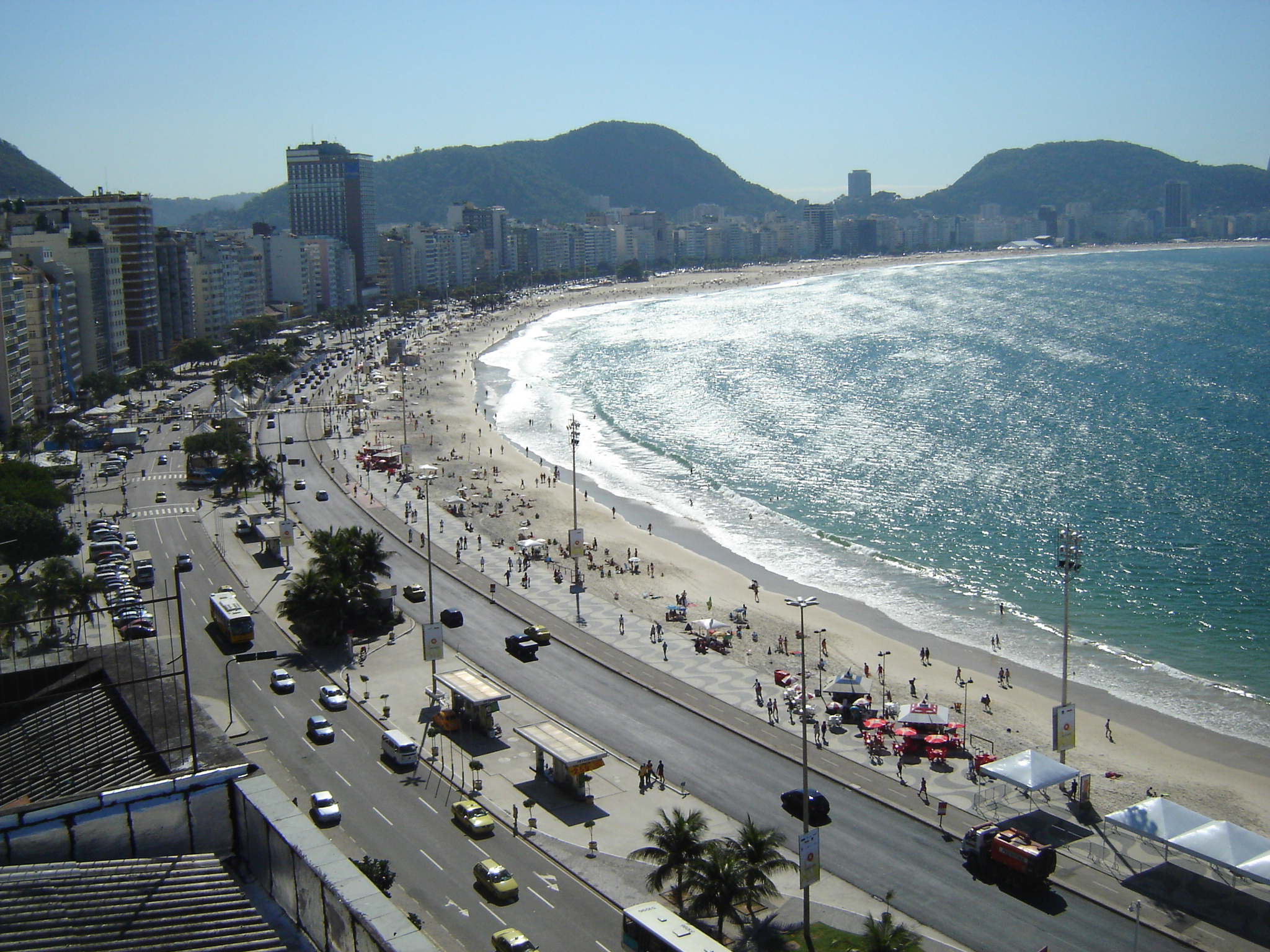
Вид на Пляж Копакабана, в бразильском городе Рио-де-Жанейро, одном из основных туристических центров в мире.

Туризм становится все более важным источником дохода для многих стран Южной Америки. Исторические памятники, архитектурные и природные чудеса, разнообразный ассортимент продуктов питания и культуры, живописные города, и потрясающие ландшафты привлекают миллионы туристов каждый год в Южную Америку. Некоторые из наиболее посещаемых мест в регионе: Мачу-Пикчу, Рио-де-Жанейро, Салвадор, Натал, Буэнос-Айрес, Сан-Паулу, Куско, Картахена, тропические леса Амазонии, водопад Анхель, Галапагосские острова, остров Маргарита, озеро Титикака и регион Патагония.

## Культура

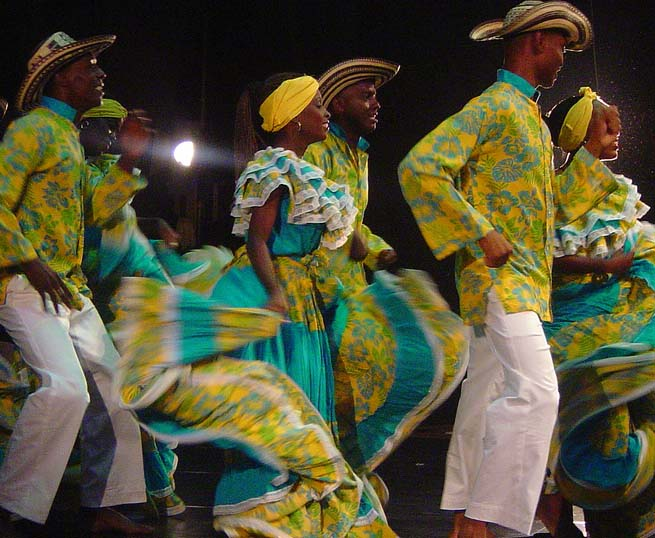
Фиеста в Паленке. Афро-колумбийские традиции от Сан-Базилио-де-Паленке, шедевр устного и нематериального наследия человечества с 2005 года.

На культуру южноамериканцев оказали влияние исторические связи с Европой, особенно с Испанией и Португалией, а также — массовая культура из Соединённых Штатов Америки.
Южноамериканские страны имеют богатые традиции музыки. Наиболее известные жанры: кумбия из Колумбии, самба, босса-нова из Бразилии, и танго из Аргентины и Уругвая. Также хорошо известным является некоммерческий народный жанр Нуэва Кансьон — музыкальное направление, которое было основано в Аргентине и Чили, и быстро распространилось и на остальную часть Латинской Америки. Люди на перуанском побережье создали отличные дуэты и трио на гитаре и кахоне в смешанном стиле южноамериканских ритмов, таких, как Маринера (Marinera) в г. Лима, Тондеро (Tondero) в г. Пьюра, в XIX веке популярен Креольский вальс или Перуанский вальс, душевный Arequipan Yaravi и в начале XX века парагвайский Гуарания (Guarania). В конце XX века появился испанский рок под влиянием британского и американского поп-рока. Для Бразилии же был характерен португальский поп-рок.
Литература Южной Америки стала популярной во всем мире, особенно во время Латиноамериканского Бума в 1960-х и 1970-х годах, и после появление таких авторов, как Марио Варгас Льоса, Габриэль Гарсиа Маркес, Пабло Неруда, Хорхе Луис Борхес.
Из-за широких этнических связей, южноамериканская кухня взяла многое у африканских, американских индейцев, азиатских и европейских народов. Например, кухня в Баия, Бразилии, хорошо известна своими западно-африканскими корнями. Аргентинцы, чилийцы, уругвайцы, бразильцы и венесуэльцы регулярно потребляют вина, в то же время Аргентина наряду с Парагваем, Уругваем, и люди, живущие в южной части Чили и Бразилии предпочитают мате или парагвайскую версию этого напитка — терере, который отличается от других тем, что он подаётся холодным. Писко — дистиллированный ликёр из винограда, производится в Перу и Чили, однако, есть постоянные споры между этими странами в отношении его происхождения. Перуанская кухня смешивает в себе элементы китайской, японской, испанской, африканской и кухни народов Анд.

### Спорт
|                                                                                            |  |
| Диего Марадона (Аргентина) и Пеле (Бразилия) — футболисты века, согласно определению ФИФА. |  |

Спорт играет важную роль в Южной Америке. Наиболее популярный вид спорта — футбол, на профессиональном уровне представленный Конфедерацией Южноамериканского футбола (КОНМЕБОЛ), который входит в состав ФИФА и организует турниры, главными из которых являются Кубок Америки (международный турнир) и Кубок Либертадорес (состязание между клубами). В Уругвае, стране Южной Америки прошёл и первый чемпионат мира по футболу в 1930 году, и за всю историю соревнований страны Южной Америки побеждали 10 раз из 22 (Бразилия 5 раз, Аргентина 3 раза, Уругвай 2 раза).
Другими популярными видами спорта являются баскетбол, плавание и волейбол. В некоторых странах существуют национальные виды спорта, такие как пато в Аргентине, техо в Колумбии и родео в Чили.
Что касается других спортивных направлений, можно выделить, например, популярность регби, поло и хоккея в Аргентине, автоспорта в Бразилии и велосипедного спорта в Колумбии. Аргентина, Чили и Бразилия становились чемпионами турниров Большого шлема по теннису.